# Dariusz Boguski
Dariusz Boguski (ur. 31 maja 1958 w Białymstoku) – polski polityk i przedsiębiorca, poseł na Sejm I kadencji.

## Życiorys
Ukończył filologię polską w białostockiej filii Uniwersytetu Warszawskiego. W 1980 zaangażował się w działalność Niezależnego Zrzeszenia Studentów. W latach 80. redagował pisma opozycyjne: „Przy budowie” (organ regionalnego NZS) i „Biuletyn Informacyjny” (wydawany przez NSZZ „Solidarność” Regionu Białystok). W stanie wojennym należał do lokalnego MKS, organizował podziemne drukarnie i reaktywowaną Białostocką Oficynę Wydawniczą. Był w tym czasie prawie rok więziony (od sierpnia 1982 do lipca 1983), następnie został jeszcze dwukrotnie aresztowany (w grudniu 1983 oraz w lutym 1984).
Po 1989 zaangażował się w tworzenie wojewódzkich struktur Kongresu Liberalno-Demokratycznego. Z listy tej partii został wybrany posłem na Sejm I kadencji. Zrezygnował ze startu w następnych wyborach. Od 1993 zajmuje się prowadzeniem działalności gospodarczej i pracą w prywatnych spółkach.
Działał w Unii Wolności, od 2001 związany z Platformą Obywatelską, wybierany w skład władz wojewódzkich tego ugrupowania.

## Odznaczenia
W 2011 został odznaczony Krzyżem Oficerskim Orderu Odrodzenia Polski. W 2015 otrzymał Krzyż Wolności i Solidarności.